# Kerry Washington
Pour les articles homonymes, voir Washington.
Kerry Washington [ˈkɛɹi ˈwɑʃɪŋtən], née le 31 janvier 1977 à New York, est une actrice, productrice et réalisatrice américaine.
Elle est révélée grâce à son interprétation de l'épouse de Ray Charles, dans le film Ray, sorti en 2004. Particulièrement à l'aise dans le registre dramatique, elle confirme son statut grâce à des productions comme Le Dernier Roi d'Écosse, Django Unchained, Les Couleurs du destin et s'illustre également dans les blockbusters, plus légers, Les Quatre Fantastiques et Les 4 fantastiques et le surfer d'argent.
À la télévision, elle accède à une notoriété internationale en étant l'actrice principale de la série télévisée Scandal, produite par Shonda Rhimes (2012-2018), elle incarne Olivia Pope, une experte en relations publiques particulièrement réputée pour sa gestion des crises. Puis, elle produit et porte la mini-série Little Fires Everywhere (2020) aux côtés de Reese Witherspoon.
Elle est l'une des égéries de la marque Neutrogena.

## Biographie

### Enfance et formation
Fille de Valérie, une institutrice et consultante pédagogique et d'Earl Washington, un courtier immobilier, Kerry Marisa Washington est née et a grandi à New York, dans le Bronx. La famille de son père est d'origine afro-américaine, ayant migré de la Caroline du Sud à Brooklyn. Sa mère a des origines jamaïcaines, anglaises, écossaises et amérindienne. L'un de ses cousins est un ancien secrétaire d'État américain, Colin Powell,,,,.
Elle a étudié à la Spence School tout comme Gwyneth Paltrow et Emmy Rossum, obtenant son diplôme d'études secondaires avant de poursuivre sa formation à l'Université George Washington, où elle obtient un diplôme d'anthropologie et de sociologie. Elle étudie ensuite la comédie et le théâtre à la Michael Howard Studios, à New York,.

### Débuts et révélation (1994-2006)
Kerry Washington fait ses débuts sur la chaîne ABC dans un épisode de la série télévisée ABC Afterschool Specials, en 1994. Après quelques publicités, elle rejoint, deux ans plus tard, la distribution de la série télévisée éducative Standard Deviants (en).
En 2000, elle décroche son premier rôle, au cinéma, dans le film Our Song de Jim McKay et dans le court métrage, 3D. Elle se fait rapidement remarquer et enchaîne, par la suite, les apparitions.
Entre 2001 et 2004, l’actrice est à l'affiche de nombreuses productions comme le film romantique Save the Last Dance qui lui permet d'être élue « Meilleure Révélation » lors de la cérémonie des Teen Choice Awards, elle côtoie le respecté Anthony Hopkins dans le film d'action Bad Company et le retrouve pour le thriller La Couleur du mensonge (The Human Stain) avec également Nicole Kidman.
Parallèlement au cinéma, elle n'en oublie pas la télévision et apparaît dans des show populaires comme New York Police Blues, New York, police judiciaire, Le Protecteur et joue dans un arc narratif de quelques épisodes pour Tribunal central (100 Centre Street).

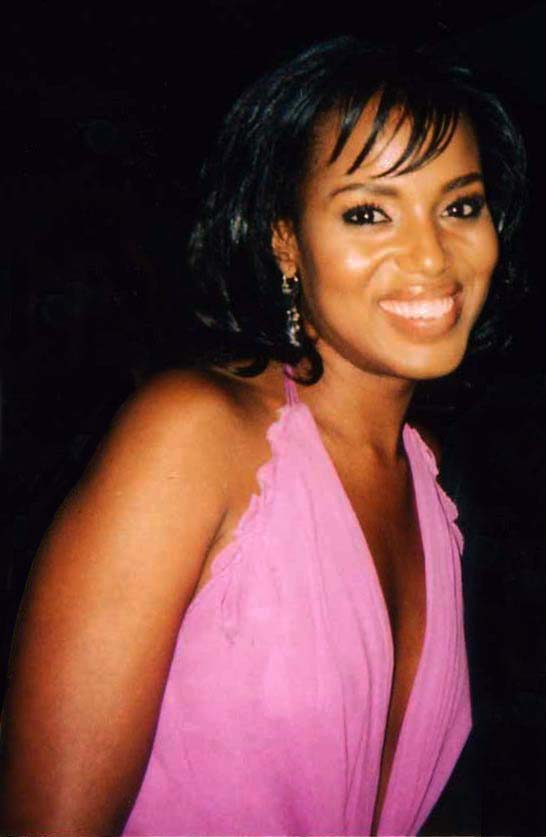
Kerry Washington, tête d'affiche lors de l'avant première du film She Hate Me de Spike Lee, en 2004.

Elle obtient ensuite le premier rôle féminin dans She Hate Me du réalisateur Spike Lee, ce qui augmente sa visibilité et lui permet de décrocher un rôle qui marquera un tournant radical dans sa carrière. En effet, elle est choisie pour incarner Della Bea Robinson, la femme de Ray Charles dans le biopic musical Ray. Le film remporte un franc succès critique et public,, il permet à Kerry d'être élue Meilleure actrice lors de la cérémonie des NAACP Image Awards et de se retrouver nommée pour de nombreux prix lors de prestigieuses cérémonies.
En 2005, elle tourne dans les superproductions Les 4 Fantastiques et Mr. et Mrs. Smith. Partageant l'affiche avec une pléiade de stars comme Jessica Alba, Chris Evans, Angelina Jolie et Brad Pitt, ces deux films lui permettent de nouer avec les hauteurs du box office, mais elle n'en oublie pas le cinéma indépendant et fait office de second rôle dans la comédie dramatique Sexual Life avec Anne Heche. À la télévision, elle obtient un rôle récurrent dans la série Boston Justice.
2006 s'avère une année controversée pour l'actrice. Elle est à l'affiche du film biographique dramatique Le Dernier Roi d'Écosse, véritable plébiscite critique et succès d'estime,. L'histoire est tirée du roman éponyme de Giles Foden et s'inspire de faits réels : il traite du règne du dictateur ougandais Idi Amin Dada. Plusieurs prix prestigieux sont décernés au film à sa sortie, et surtout à son acteur principal, Forest Whitaker. La prestation de Kerry est saluée par une nouvelle vague de nominations au titre de "Meilleure actrice". À contrario, elle s'essaie à la comédie potache pour Little Man avec les acteurs Shawn Wayans et Marlon Wayans, notamment révélés par la saga Scary Movie. Bien que le film soit un succès du côté du box office, il est éreinté par la critique et le couple formé par Kerry et les frères Wayans se retrouve récompensé lors de la cérémonie parodique des Razzie Awards dans la catégorie "Pire couple à l'écran".
Toujours fidèle à ses débuts, elle retrouve un cinéma moins grand public et nettement plus appréciée par la critique,, pour le drame The Dead Girl avec notamment, Toni Collette, Brittany Murphy, Rose Byrne et James Franco. Le film remporte le Grand Prix au Festival du cinéma américain de Deauville.

### Alternance blockbusters et cinéma indépendant (2007-2011)

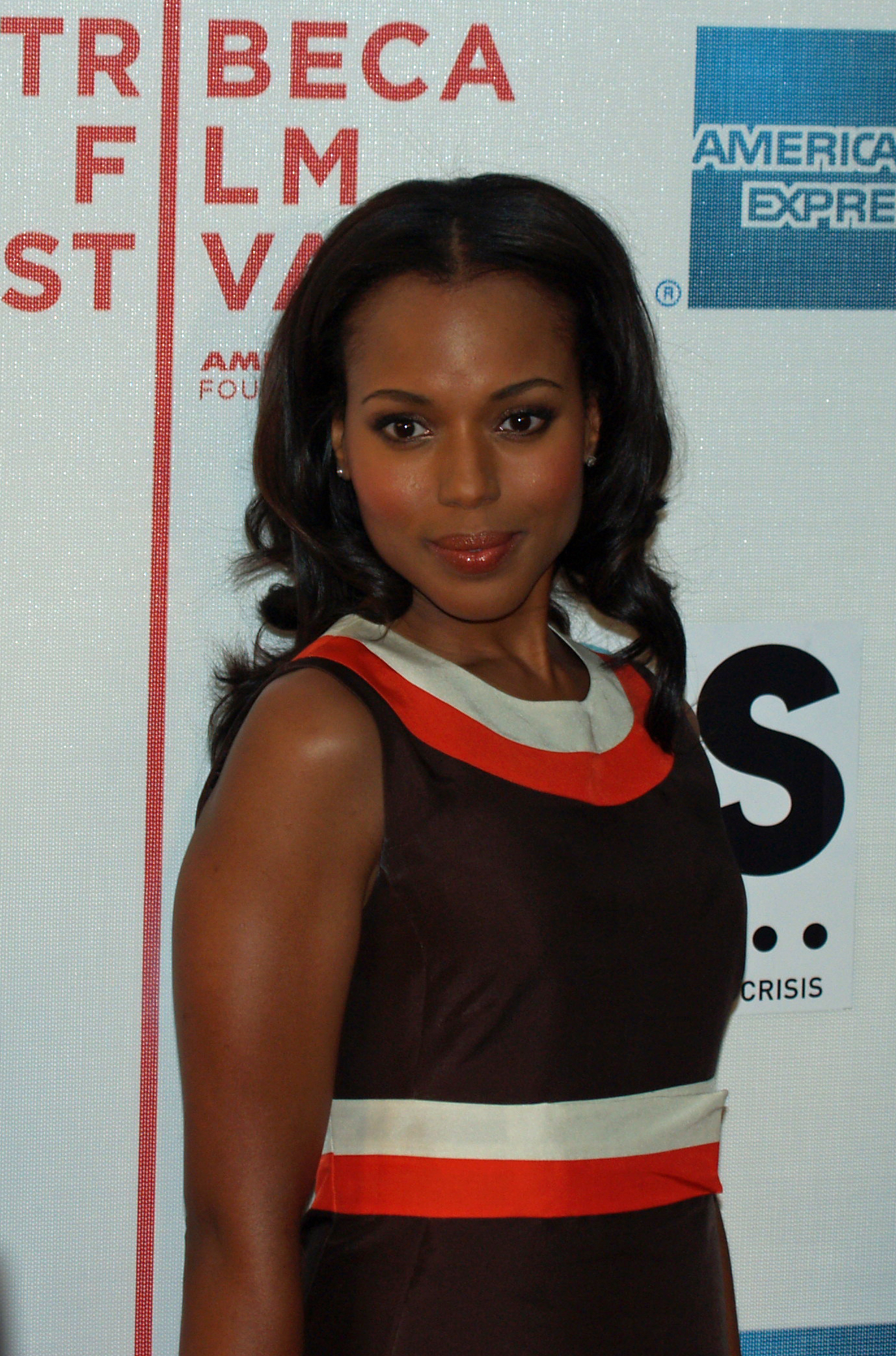
Kerry Washington, lors du Festival du film de Tribeca, en 2007.

En 2007, après avoir joué dans un épisode de la série Enquêteur malgré lui et dans un court métrage, elle se remet dans la peau de la douce Alicia Masters pour le second volet des aventures des Quatre Fantastiques et le Surfer d'argent et elle retrouve Chris Rock pour la comédie dont il officie en tant que réalisateur Je crois que j'aime ma femme. Le premier est un important succès auprès du public, décrochant la première place du box office lors de sa sortie, lorsque le second passe, en revanche, inaperçu. La même année, elle apparaît dans le clip I Want You de Common qu'elle co réalise.
En 2008, elle partage l'affiche du thriller remarqué Harcelés avec Samuel L. Jackson et Patrick Wilson avant de faire une nouvelle fois confiance à Spike Lee pour un second rôle dans le film de guerre Miracle à Santa Anna. Cette ambitieuse production se retrouve au cœur d'une controverse, en Italie, lors de sa sortie mais est tout de même saluée par les professionnels du cinéma lors de cérémonies de remises de prix.

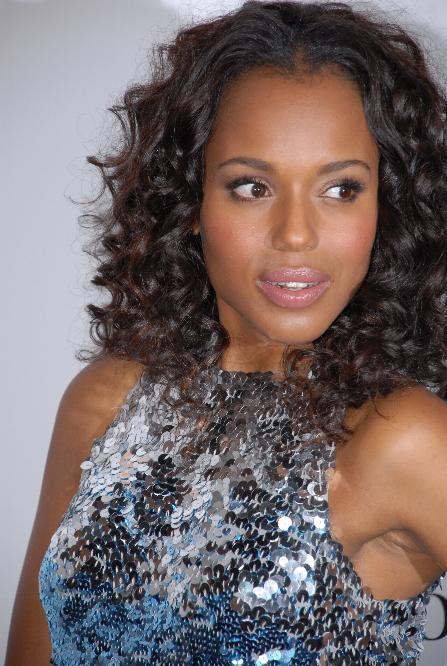
Kerry Washington - Hollywood Life Magazine’s 7th Annual Breakthrough Awards - 2007

Elle enchaîne les productions moins coûteuses mais ambitieuses et poursuit essentiellement dans le registre de la comédie dramatique. En étant à l'affiche de l'indépendant Life Is Hot in Cracktown, sorti en 2009, puis lorsqu’elle intègre le prestigieux casting du drame Mother and Child réalisé par Rodrigo García Barcha avec, entre autres, Annette Bening et Naomi Watts. Une œuvre, qui retrace le parcours de deux femmes que tout oppose, récompensée du Grand Prix au Festival du cinéma américain de Deauville 2010.
La même année, elle enchaîne avec Les Couleurs du destin, l'adaptation au cinéma de la pièce de théâtre For Colored Girls Who Have Considered Suicide When the Rainbow Is Enuf de l'artiste de performance, dramaturge et poète afro-américaine Ntozake Shange. Le film met en scène plusieurs stars du cinéma afro-américaines dont Janet Jackson, Whoopi Goldberg, Phylicia Rashad, Thandie Newton, Loretta Devine, Anika Noni Rose, Kimberly Elise, et Tessa Thompson. Elle termine l'année en occupant le rôle-titre du film dramatique indépendant Night Catches Us (en), première réalisation de Tanya Hamilton, largement plébiscité par la critique. Kerry est notamment élue "Meilleure actrice" lors de la cérémonie des Black Reel Awards et se retrouve, une nouvelle fois, nommée à plusieurs reprises pour ce rôle.

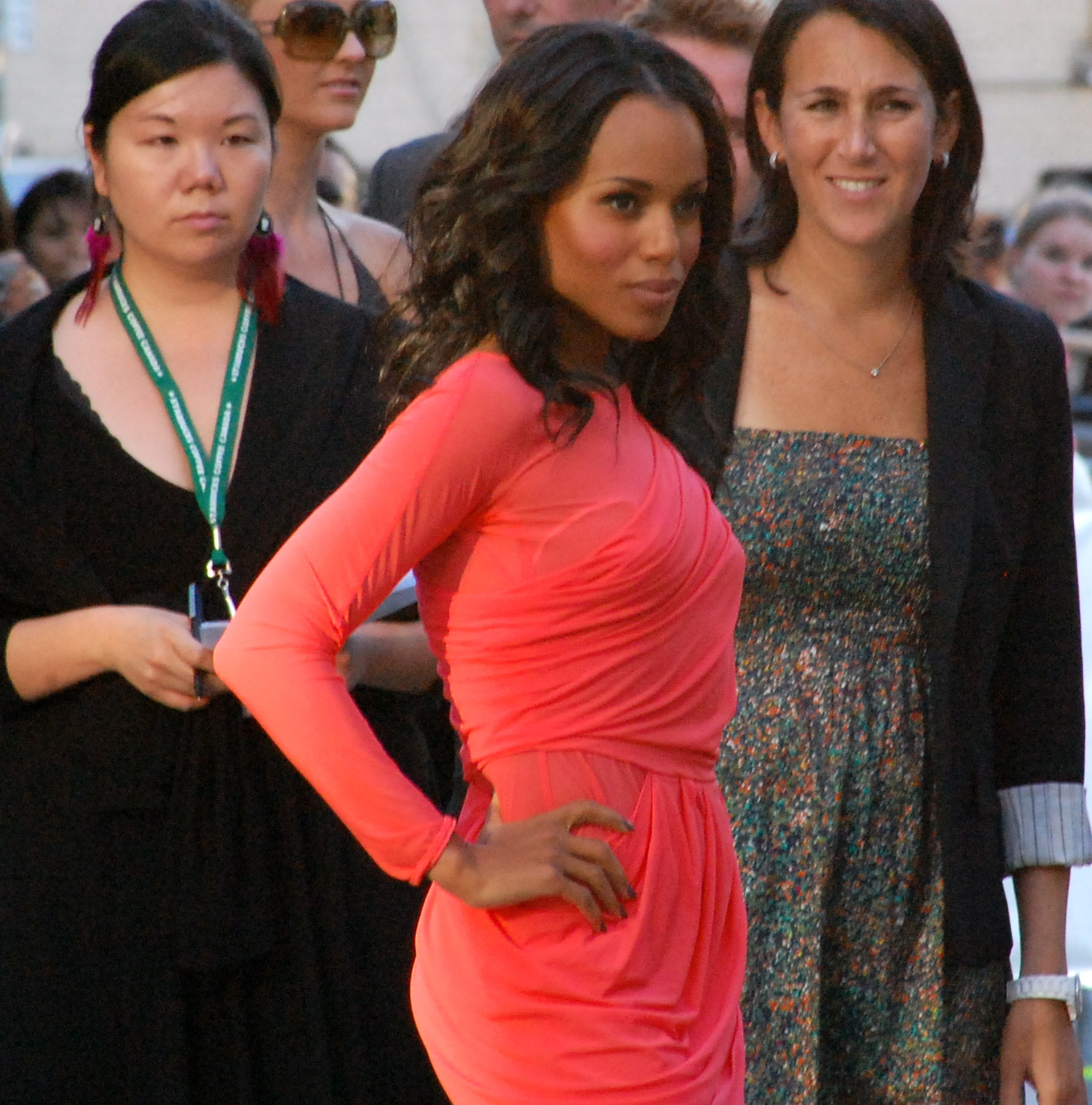
Kerry Washington, en 2009, pour l'avant première du film Mother and Child.

Elle fait ses débuts sur les mythiques planches du théâtre de Broadway pour la pièce Race de David Mamet et termine l'année en rejoignant Elizabeth Banks et Tobey Maguire pour la petite comédie The Details.

### Scandalet renommée (depuis 2012)
À partir de 2012, elle incarne le personnage principal de la série télévisée Scandal. Produite par Shonda Rhimes, créatrice de Grey's Anatomy, la série est un succès commercial et devient la série dramatique la plus populaire sur les réseaux sociaux.
Le succès de la série attire aussi l'attention sur des questions raciales à la télévision, Kerry Washington étant la première actrice afro-américaine à tenir le rôle principal dans une série américaine depuis 1974,,,. Pour son rôle, elle a gagné de nombreuses récompenses et obtenu des critiques positives. Elle a notamment reçu une nomination aux Golden Globes, une des cérémonies les plus prestigieuses du milieu du divertissement. Elle repart lauréate lors des NAACP Image Awards, qui honorent chaque année les meilleurs professionnels de la communauté afro-américaine. Elle est également élue "Actrice préférée" par le magazine TV Guide. Pour la seconde saison, elle se retrouve nommée lors des Emmy Awards deux années consécutives, devenant la première actrice afro-américaine à être reconnue dans une des catégories principales depuis 18 ans. En plus de son jeu d'acteur, elle a été nommée par le Vanity Fair comme une des dix actrices les mieux habillées de la télé. Le programme rejoint également le Top 10 des programmes télévisés politiques selon le quotidien américain Boston Globe, en 2015.

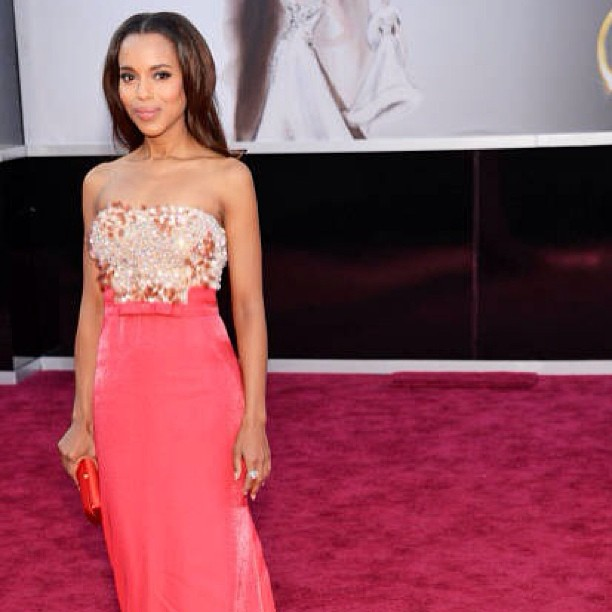
Kerry Washington, lors des Oscars 2013.

Parallèlement à cet engouement rencontré sur le petit écran, elle renoue avec le cinéma et retrouve Jamie Foxx dans Django Unchained de Quentin Tarantino : un énorme succès critique et commercial, En 2014, elle fait partie des 100 personnes les plus influentes dans le milieu du divertissement, selon le célèbre magazine Time.
En 2016, elle tient le rôle principal du téléfilm Confirmation (en), développé et diffusé sur le réseau HBO. Elle officie également en tant que productrice exécutive et sa prestation d'Anita Hill est une fois de plus saluée par la critique. Kerry est à nouveau nommée lors des Golden Globes de 2017, cette fois-ci dans la catégorie réservée aux mini-séries ou téléfilms puis elle remporte le titre de meilleure actrice aux Black Reel Awards.

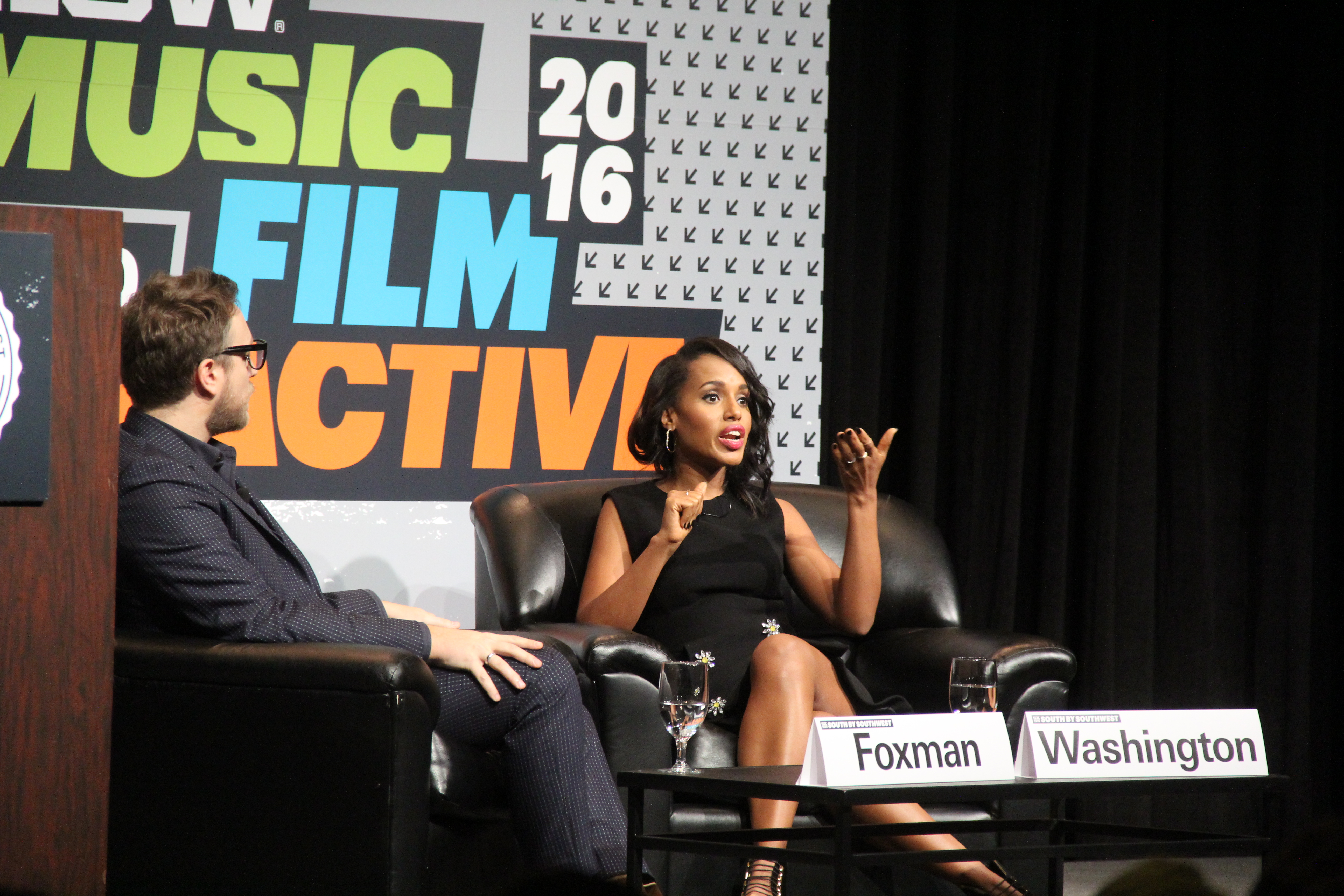
L'actrice lors du South by Southwest 2016.

En mai 2017, il est annoncé que la septième saison de Scandal serait la dernière, une décision prise par la créatrice Shonda Rhimes et non la chaîne de diffusion américaine. La créatrice profite de ce final pour créer un crossover entre Scandal et Murder, faisant se confronter le personnage de Washington à celui de Viola Davis. Une intrigue saluée qui vaut à Washington une nouvelle proposition pour un Image Awards lors de la 50e cérémonie. Prix qu'elle remporte face à Erika Alexander, Kendrick Lamar, Loretta Devine et Tisha Campbell.
En 2018, peu de temps après l'arrêt de sa série phare, l'actrice collabore avec la plateforme Hulu pour produire et jouer dans la mini-série, Little Fires Everywhere aux côtés de l'oscarisée Reese Witherspoon, couronnée de succès à la suite de la série Big Little Lies qu'elle produisait également,. Les sociétés des actrices, Hello Sunshine pour Witherspoon et Simpson Street pour Washington, collaboreront dans le cadre de la production de ce programme adapté du roman de Céleste Ng. La série est distribuée en 2020 et reçoit de bonnes critiques. L'interprétation et l'alchimie des deux stars sont notamment soulignés,,,,.
Dans le même temps, elle produit la série télévisée comique Man of the House, pour le réseau ABC, qui met en vedette les actrices Alyson Hannigan et Leslie Bibb. Finalement, le projet ne dépasse pas le stade de pilote.
Entre 2018 et 2019, elle fait son retour sur les planches de Broadway avec American Son, un huis clos dans lequel un couple mixte est sans nouvelles de son fils qui vient d'être arrêté par la police. Elle produit d'ailleurs l'adaptation de cette pièce de théâtre pour Netflix en 2019.
Puis, après une première expérience de réalisatrice pour les besoins d'un épisode de la saison 7 de Scandal, elle poursuit en passant derrière la caméra pour des séries télévisées comme SMILF et Insecure. En tant qu'actrice, elle tourne sous la direction de Ryan Murphy, l'attendue comédie musicale The Prom qui lui permet de donner la réplique aux actrices oscarisées Meryl Streep et Nicole Kidman. Elle accompagne également son amie Eva Longoria, dans ses débuts comme réalisatrice pour le cinéma, en rejoignant la comédie indépendante 24/7 dont elles sont également productrices.

## Vie privée
Elle a partagé la vie de l'acteur David Moscow de 2004 à 2007.
Depuis l'été 2012, elle partage la vie du joueur de football américain (de l'équipe des 49ers de San Francisco) Nnamdi Asomugha. Le couple s'est marié le 24 juin 2013 à Hailey, en Idaho. En octobre 2013, il est annoncé qu'ils attendent leur premier enfant. Le 21 avril 2014, Kerry donne naissance à leur premier enfant, une fille prénommée Isabelle Amarachi Asomugha. En mai 2016, ils annoncent attendre leur second enfant. Le 5 octobre 2016, elle donne naissance à leur second enfant, un garçon prénommé Caleb Kelechi Asomugha.
C'est une très bonne amie, de longue date, de l'actrice Eva Longoria. La star, révélée par Desperate Housewives, révélera aux médias, durant sa première grossesse, le soutien et l'aide que lui a apporté Kerry Washington.

### Activisme et philanthropie

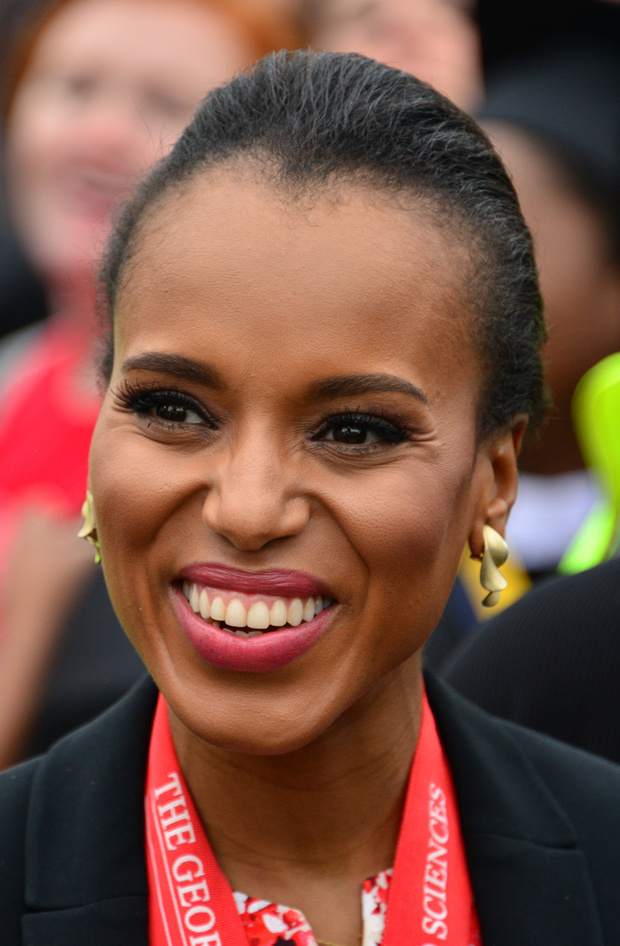
Lorsqu'elle s'est adressée aux diplômés à l'université George Washington, le 19 mai 2013.

En 2007, Kerry et d'autres célébrités, participent à l’événement Lee National Denim, un programme de soutien contre la lutte du cancer qui touche les femmes, organisé par Entertainment Industry Foundation.
En septembre 2012, Kerry prend la parole lors de la convention nationale démocrate, en faveur de la réélection du président Barack Obama.
Elle soutient la communauté LGBT. En août 2013, elle est nommée présidente lors de la cérémonie des GLSEN Respect Awards et elle reçoit le Vanguard Awards, en 2015, qui récompense son engagement,,. En juin 2016, elle participe à la campagne Human Rights qui publie une vidéo en hommage aux victimes de la fusillade du 12 juin 2016 à Orlando,.
Le 19 mai 2013, Kerry tient une conférence pour les diplômés de l'université George Washington, elle reçoit un doctorat honorifique des beaux-arts,.
En mars 2016, accompagnée par les actrices Ellen Pompeo et Viola Davis ainsi que Shonda Rhimes, elle apparaît dans des campagnes publicitaires en faveur de la candidate démocrate à la présidence des États-Unis Hillary Clinton.

## Théâtre
Sauf indication contraire ou complémentaire, les informations mentionnées dans cette section proviennent de la base de données IBDb.
- 2009-2010 : Race : Susan
- 2018-2019 : American Son : Kendra

## Filmographie

### Cinéma
- 2000 : Our Song (en) de Jim McKay : Lanisha Brown
- 2001 : Save the Last Dance de Thomas Carter : Chenille Reynolds
- 2001 : Lift de DeMane Davis et Khari Streeter : Niecy
- 2002 : Bad Company de Joel Schumacher : Julie
- 2003 : The United States of Leland de Matthew Ryan Hoge : Ayesha
- 2003 : La Couleur du mensonge (The Human Stain) de Robert Benton : Ellie
- 2003 : Péché immortel (Sin) de Michael Stevens : Kassie
- 2004 : Dans les cordes (Against the Ropes) de Charles S. Dutton : Renee
- 2004 : She Hate Me de Spike Lee : Fatima Goodrich
- 2004 : Ray de Taylor Hackford : Della Bea Robinson
- 2005 : Sexual Life de Ken Kwapis : Rosalie
- 2005 : Mr. et Mrs. Smith (Mr. & Mrs. Smith) de Doug Liman : Jasmine
- 2005 : Les 4 Fantastiques (Fantastic Four) de Tim Story : Alicia Masters
- 2006 : Little Man de Keenen Ivory Wayans : Vanessa
- 2006 : Le Dernier Roi d'Écosse (The Last King of Scotland) de Kevin Macdonald : Kay Amin
- 2006 : The Dead Girl de Karen Moncrieff : Rosetta
- 2007 : Je crois que j'aime ma femme (I Think I Love My Wife) de Chris Rock : Nikki Tru
- 2007 : Les Quatre Fantastiques et le Surfer d'argent (Fantastic Four: Rise of the Silver Surfer) de Tim Story : Alicia Masters
- 2008 : Harcelés (Lakeview Terrace) de Neil LaBute : Lisa Mattson
- 2008 : Miracle à Santa Anna (Miracle at St. Anna) de Spike Lee : Zana Wilder
- 2009 : Life Is Hot in Cracktown (en) de Buddy Giovanizzo : Marybeth
- 2010 : Mother and Child de Rodrigo Garcia : Lucy
- 2010 : Les Couleurs du destin (For Colored Girls) de Tyler Perry : Kelly / Blue
- 2010 : Night Catches Us (en) de Tanya Hamilton : Patricia Wilson
- 2011 : The Details de Jacob Aaron Estes : Rebecca Mazzoni
- 2012 : Mille mots (A Thousand Words) de Brian Robbins : Caroline McCall
- 2012 : Django Unchained de Quentin Tarantino : Broomhilda von Shaft
- 2013 : Peeples (en) de Tyler Perry : Grace Peeples
- 2017 : Cars 3 de Brian Fee : Natalie Certain (voix)
- 2019 : American Son de Kenny Leon (en) : Kendra (également productrice déléguée)
- 2020 : The Prom de Ryan Murphy : Ms. Greene
- 2022 : L'École du Bien et du Mal (The School for Good and Evil) de Paul Feig : Professeure Dovey
- 2024 : Messagères de guerre (The Six Triple Eight) de Tyler Perry : Charity Adams Earley
- 2025 : Shadow Force de Joe Carnahan : Kyrah Owens
- 2025 : Wake Up Dead Man: A Knives Out Mystery de Rian Johnson : Vera Draven[75]
- prochainement : Animals de Ben Affleck

### Courts métrages
- 2000 : 3D de Pete Chatmon : Angie
- 2002 : Take the A Train d'Amyn Kaderali : Keisha
- 2005 : Wait de Trudie Styler : Maggie
- 2007 : Put It In a Book de Rodrigo Garcia : Sheila
- 2008 : Woman in Burka de Jonathan Lisecki : Kerry

### Télévision

#### Séries télévisées
- 1994 : ABC Afterschool Specials : Heather (1 épisode)
- 1996 : Standard Deviants (en) : Kerri
- 2011 : Enquêtes à la une (Deadline) : Tina Johnson (1 épisode)
- 2001 : New York Police Blues (NYPD Blue) : Maya Young (1 épisode)
- 2001 : New York, police judiciaire (Law and Order) : Allie Lawrence (1 épisode)
- 2001 : Tribunal central (100 Centre Street) : rôle inconnu (5 épisodes)
- 2002 : Le Protecteur (The Guardian) : Drea Westbrook (1 épisode)
- 2004 : Wonderfalls : Mahandra McGinty (pilote non diffusé)
- 2005 - 2006 : Boston Justice (Boston Legal) : Chelina Hall (5 épisodes)
- 2007 : Enquêteur malgré lui (Psych) : Mira Gaffney (1 épisode)
- 2010 : Black Panther : Princess Shuri / Baker Woman (voix; 6 épisodes)
- 2012 - 2018 : Scandal : Olivia Pope (rôle principal, 124 épisodes - également productrice de 18 épisodes et réalisatrice de 1 épisode)
- 2018 : Murder : Olivia Pope (saison 4, 2 épisodes)
- 2020 : Little Fires Everywhere : Mia Warren (mini-série, 8 épisodes - rôle principal - également productrice déléguée)

#### Téléfilms
- 2004 : Strip Search (en) de Sidney Lumet : rôle inconnu
- 2016 : Confirmation (en) de Rick Famuyiwa : Anita Hill (également productrice exécutive)

### En tant que productrice
- 2018 : Man of the House (pilote pour ABC)
- 2019 : Live in Front of a Studio Audience: 'All in the Family' and 'Good Times' (émission de télévision)
- 2020 : Little Fires Everywhere (mini-série)
- 2020 : The Fight d'Eli B. Despres, Josh Kriegman et Elyse Steinberg (documentaire)
- prochainement : 24/7 (long métrage)
- 2024 : Messagères de guerre (The Six Triple Eight) de Tyler Perry
- 2025 : Shadow Force de Joe Carnahan

### En tant que réalisatrice
- 2018 : Scandal (saison 7, épisode 10)
- 2019 : SMILF (saison 2, épisode 7)
- 2020 : Insecure (saison 4, épisode 9)
- 2021 : Insecure (saison 5, épisode 5)

## Distinctions

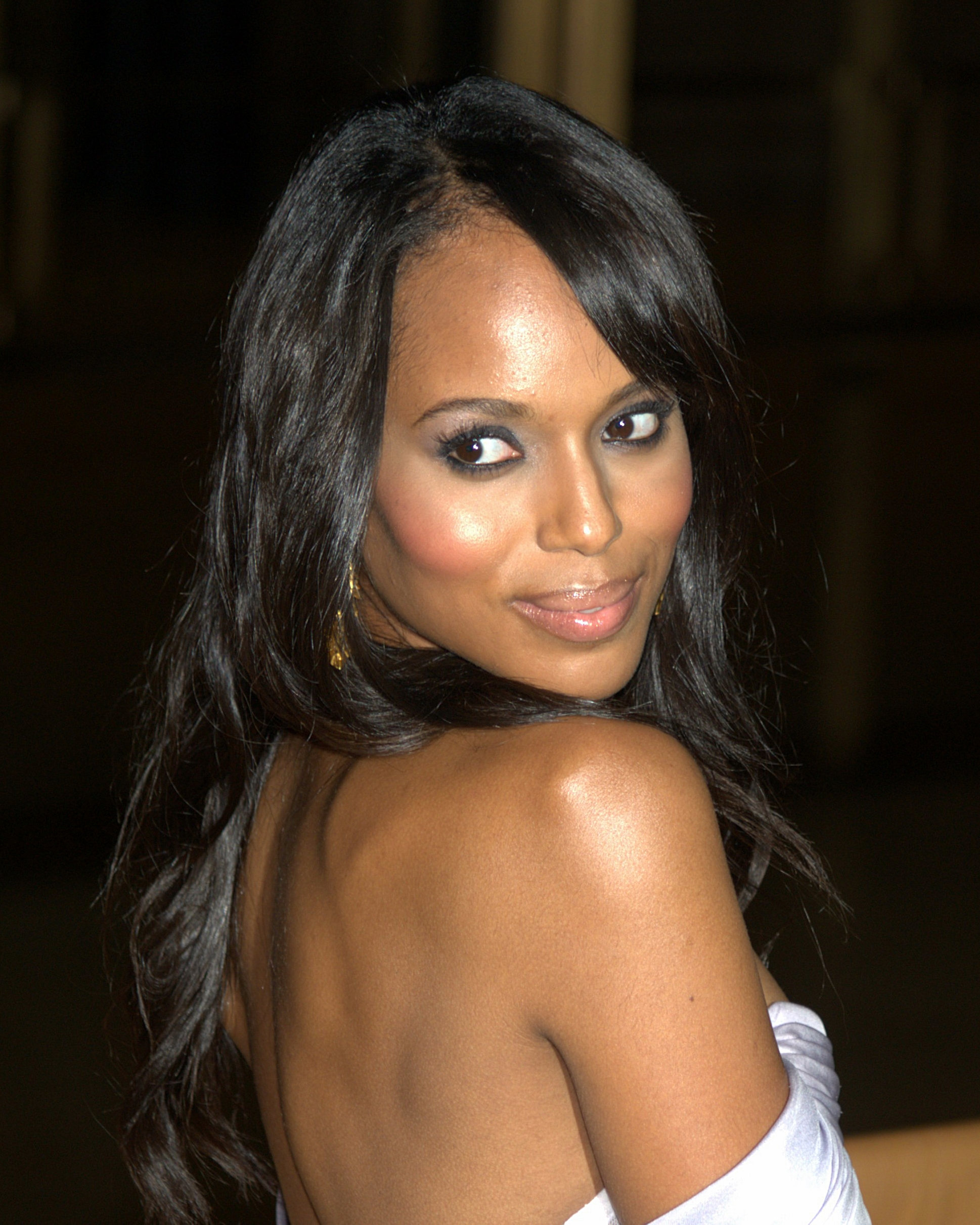
L'actrice à la soirée d'ouverture du Metropolitan Opera's 2010-11.

Note : Cette section récapitule les principales récompenses et nominations obtenues par Kerry Washington. Pour une liste plus complète, se référer au site IMDb.

### Récompenses
- Teen Choice Awards 2001 : Meilleure révélation pour Save the Last Dance
- Urbanworld Film Festival 2002 : Meilleur espoir
- Chlotrudis Awards 2004 : Révélation de l'année
- NAACP Image Awards 2005 : Meilleure actrice pour Ray
- Razzie Awards 2007 : Pire couple à l'écran pour Kerry Washington/Shawn Wayans/Marlon Wayans dans Little Man
- Black Reel Awards 2011 : Meilleure actrice pour Night Catches Us
- BET Awards 2013 :
  - Meilleure actrice dans une série télévisée dramatique pour Scandal
  - Meilleure actrice dans un second rôle pour Django Unchained
- Women's Image Network Awards : Meilleure actrice dans une série télévisée dramatique pour Scandal
- NAACP Image Awards 2013 :
  - Meilleure actrice dans une série télévisée dramatique pour Scandal
  - Meilleure actrice dans un second rôle pour Django Unchained
  - Award d'honneur
- TV Guide Awards 2013 :
  - Meilleure actrice dans une série télévisée dramatique pour Scandal
  - Meilleure série préférée pour Scandal
- NAACP Image Awards 2014 : meilleure actrice dans une série télévisée dramatique pour Scandal
- GLAAD Media Awards 2015 : Vanguard Award
- Hasty Pudding Theatricals 2016 : Femme de l'année
- Black Reel Awards 2017 : Meilleure actrice dans une mini série ou un téléfilm pour Confirmation
- Costume Designers Guild Awards 2018 : Prix Spotlight Award
- 50e cérémonie des NAACP Image Awards 2019 : meilleure actrice invitée dans une série télévisée comique ou dramatique pour Murder

### Nominations
- 2002 : Independent Spirit Awards de la meilleure actrice dans un drame pour Lift (2001).
- 2002 : Black Reel Awards de la meilleure actrice dans un second rôle pour Save the Last Dance (2001).
- 2002 : Black Reel Awards de la meilleure actrice indépendante dans un drame pour Lift (2001).
- 2003 : Black Reel Awards de la meilleure actrice dans un drame pour Lift (2001).
- Black Reel Awards 2005 : meilleure actrice dans un film dramatique pour Ray
- Satellite Awards 2005 : Meilleure actrice dans un film dramatique pour Ray
- Teen Choice Awards 2005 : meilleure actrice dans un film dramatique pour Ray
- Screen Actors Guild Awards 2005 : Meilleure distribution pour Ray
- NAACP Image Awards 2006 : meilleure actrice dans un second rôle dans une série dramatique pour Boston Justice
- NAACP Image Awards 2007 : meilleure actrice dans un second rôle pour Le Dernier Roi d'Écosse
- Black Reel Awards 2007 : meilleure actrice dans un second rôle pour Le Dernier Roi d'Écosse
- BET Awards 2007 :
  - meilleure actrice pour Little Man
  - meilleure actrice pour Je crois que j'aime ma femme
  - meilleure actrice pour Le Dernier Roi d'Écosse
- BET Awards 2011 :
  - meilleure actrice pour Night Catches Us
  - meilleure actrice pour Les Couleurs du destin
- Black Reel Awards 2011 : meilleure actrice dans un second rôle pour Les Couleurs du destin
- NAACP Image Awards 2011 : meilleure actrice pour Night Catches Us
- San Diego Film Critics Society Awards 2012 : meilleure distribution pour Django Unchained
- Black Reel Awards 2013 : meilleure actrice dans un second rôle pour Django Unchained
- MTV Movie Awards 2013 : meilleur baiser avec Jamie Foxx pour Django Unchained
- Teen Choice Awards 2013 : meilleure actrice dans une comédie romantique pour Peeples
- 65e cérémonie des Primetime Emmy Awards 2013 : Meilleure actrice dans une série télévisée dramatique pour Scandal
- Acapulco Black Film Festival 2014 : Hollywood Award de la meilleure actrice pour Peeples
- BET Awards 2014 : meilleure actrice dans une série télévisée pour Scandal
- 71e cérémonie des Golden Globes 2014 : meilleure actrice dans une série télévisée dramatique pour Scandal
- 66e cérémonie des Primetime Emmy Awards 2014 : Meilleure actrice dans une série télévisée dramatique pour Scandal
- Gay and Lesbian Entertainment Critics Association 2014 : Performance à la télévision par une actrice de l'année pour Scandal
- NAACP Image Awards 2014 : meilleure actrice dans Peeples
- 20e cérémonie des Screen Actors Guild Awards 2014 : meilleure actrice dans une série télévisée dramatique pour Scandal
- BET Awards 2015 : meilleure actrice dans une série télévisée pour Scandal
- Image Awards 2015 : meilleure actrice dans une série télévisée dramatique pour Scandal
- People's Choice Awards 2015 : Actrice de série télé dramatique préférée
- 17e cérémonie des Teen Choice Awards 2015 : meilleure actrice dans une série télévisée dramatique pour Scandal
- Awards Circuit Community Awards 2016 : Meilleure actrice dans une mini série ou un téléfilm pour Confirmation
- BET Awards 2016 : meilleure actrice dans une série télévisée pour Scandal
- Critics' Choice Television Awards 2016 : Meilleure actrice dans une mini série ou un téléfilm pour Confirmation
- Primetime Emmy Awards 2016 : Meilleure actrice dans une mini série ou un téléfilm pour Confirmation et Meilleur téléfilm pour Confirmation
- NAACP Image Awards 2016 : meilleure actrice dans une série télévisée dramatique pour Scandal
- 18e cérémonie des Teen Choice Awards 2016 : meilleure actrice dans une série télévisée dramatique pour Scandal
- Golden Globes 2017 : meilleure actrice dans une mini série ou un téléfilm pour Confirmation
- Image Awards 2017 :
  - meilleure actrice dans une série télévisée dramatique pour Scandal
  - meilleure actrice dans une mini série ou un téléfilm pour Confirmation
- NAMIC Vision Awards 2017 : Meilleure interprétation dramatique pour Confirmation
- People's Choice Awards 2017 : Actrice de série télé dramatique préférée
- Screen Actors Guild Awards 2017 : meilleure actrice dans une mini série ou un téléfilm pour Confirmation
- 49e cérémonie des NAACP Image Awards 2018 :
  - Meilleure actrice dans une série télévisée dramatique pour Scandal
  - Meilleure performance de doublage pour Cars 3
- Screen Actors Guild Awards 2021 : Meilleure actrice dans une mini-série ou un téléfilm pour Little Fires Everywhere[76]

## Voix françaises
En France
| - Marjorie Frantz dans : - She Hate Me - Les Couleurs du destin - Scandal (série télévisée) - Murder (série télévisée) - Little Fires Everywhere (série télévisée) - The Prom - L'École du bien et du mal - Unprisoned (en) (série télévisée) - Messagères de guerre - Shadow Force - Annie Milon dans : - Les Quatre Fantastiques - Les Quatre Fantastiques et le Surfer d'argent - Django Unchained - Odile Schmitt (*1956 - 2020) dans (les séries télévisées) : - Boston Justice - Psych : Enquêteur malgré lui | - Emmanuelle Rivière dans : - Ray - Mille mots - Jocelyne « Mbembo » Nzunga dans : - Le Dernier Roi d'Écosse - Je crois que j'aime ma femme Et aussi - Ariane Deviègue dans Le Protecteur (série télévisée) - Valérie Siclay dans Bad Company - Sara Martins dans Mr. et Mrs. Smith - Magali Berdy dans Little Man - Nathalie Karsenti dans L'Oréal (publicité) - Cathy Diraison dans Harcelés - Olivia Dalric dans Miracle à Santa Anna - Nathalie Spitzer dans Cars 3 (voix) - Marie Bouvier dans American Son |